# Lotnisko Ronaldsway
Port lotniczy Ronaldsway (IATA: IOM, ICAO: EGNS, znane jako lotnisko Wyspy Man) – lotnisko znajduje się pomiędzy miejscowościami Ballasalla i Castletown. Położone jest w odległości około 6 mil (11 km) na południowy zachód od stolicy Wyspy Man – Douglas.

## Linie lotnicze i połączenia
| Linia lotnicza | Kierunek                                                                                          |
| -------------- | ------------------------------------------------------------------------------------------------- |
| Aer Lingus     | 1. Belfast-City 2. Dublin                                                                         |
| Blue Islands   | 1. Jersey                                                                                         |
| EasyJet        | 1. Bristol 2. Liverpool 3. Londyn-Gatwick 4. Manchester                                           |
| Loganair       | 1. Birmingham 2. Edynburg 3. Liverpool 4. Londyn-City 5. Londyn-Heathrow 6. Manchester 7. Newquay |